# Andrei Andrejewitsch Wassilewski
Andrei Andrejewitsch Wassilewski (russisch Андрей Андреевич Василевский; englische Transkription: Andrei Andreyevich Vasilevskiy; * 25. Juli 1994 in Tjumen) ist ein russischer Eishockeytorwart, der seit 2014 bei den Tampa Bay Lightning in der National Hockey League unter Vertrag steht. Im Jahre 2019 erhielt er die Vezina Trophy als bester Torhüter der NHL. Anschließend gewann er mit den Lightning in den Playoffs 2020 und 2021 den Stanley Cup, wobei er beim zweiten Erfolg mit der Conn Smythe Trophy als wertvollster Spieler der Playoffs ausgezeichnet wurde. Ferner erreichte er den Meilenstein von 300 NHL-Siegen schneller als jeder andere Torhüter der Ligageschichte.

## Karriere

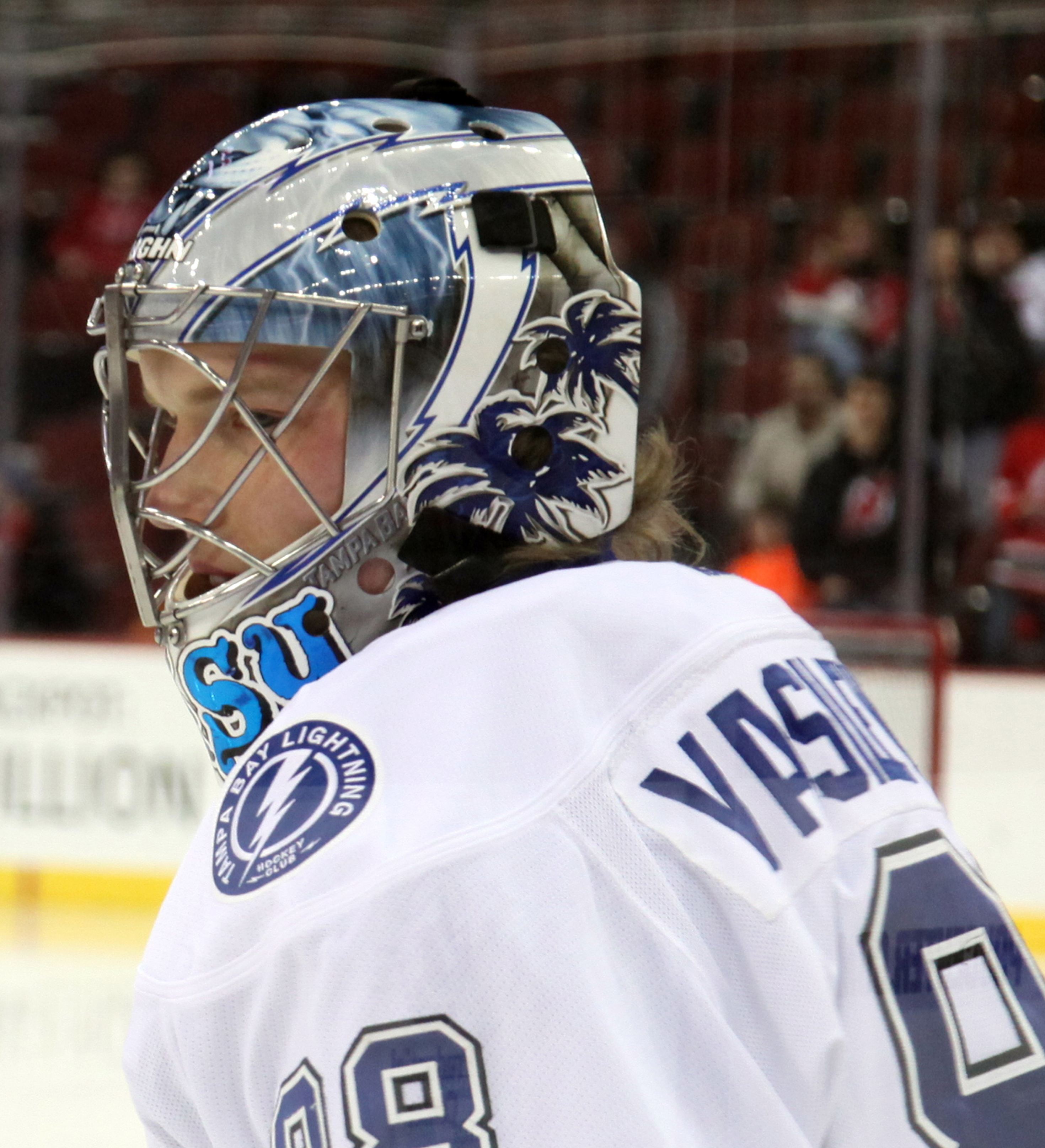
Wassilewski im Trikot der Lightning (2014)

Andrei Wassilewski begann seine Karriere 2005 im Nachwuchsbereich von Salawat Julajew Ufa und durchlief alle Nachwuchsmannschaften des Vereins. Im September 2010 debütierte er für Tolpar Ufa, das Juniorenteam von Salawat Julajew Ufa, in der Molodjoschnaja Chokkeinaja Liga (MHL) und gehörte anschließend fest zum Kader des MHL-Teams, bei dem auch sein Bruder Alexei spielte. Während des KHL Junior Draft 2011 wurde er in der ersten Runde an siebter Stelle von Salawat Julajew ausgewählt. Ein Jahr später wurde er im Rahmen des NHL Entry Draft 2012 von der Tampa Bay Lightning an 19. Stelle ausgewählt.
Am 23. November 2012 debütierte Wassilewski in der  Kontinentalen Hockey-Liga für Salawat Julajew Ufa im Spiel gegen den HK Donbass Donezk. Seinen ersten Sieg in der KHL erreichte er am 8. Januar 2013, als er gegen den HK Dynamo Moskau ohne Gegentor blieb.
Während der Saison 2013/14 setzte er sich gegen erfahrene Torhüter wie Andrei Wolkow und Iiro Tarkki durch und wurde Stammtorhüter von Salawat Julajew. Er führte sein Team bis in das Playoff-Halbfinale und gehörte in den Playoffs zu den statistisch besten Torhütern der KHL. Anfang Mai 2014 wurde Wassilewski von seinem Draftteam, der Lighting, mit einem NHL-Einstiegsvertrag über drei Jahre Laufzeit ausgestattet.
Nach der Debüt-Saison 2014/15, in der der Torhüter 20 Spiele für die Lightning absolvierte, musste sich Wassilewski im September 2015 einer Operation unterziehen, um ein Blutgerinnsel zu entfernen. Dabei wurde bekannt, dass er unter einer Form des Thoracic-outlet-Syndroms leidet und ca. zwei bis drei Monate ausfallen wird.
Im Juli 2016 unterzeichnete der Russe einen neuen Dreijahresvertrag in Tampa, der mit Ablauf seines Einstiegsvertrags nach der Saison 2016/17 in Kraft treten und ihm ein durchschnittliches Jahresgehalt von 3,5 Millionen US-Dollar einbringen soll. Zudem etablierte sich Wassilewski mit Beginn der Spielzeit 2016/17 im NHL-Aufgebot der Lightning und ist spätestens seit dem Abgang von Ben Bishop nach Los Angeles deren Stammtorwart.
In der Saison 2017/18 führte Wassilewski die Torhüter der Liga in Siegen (44; gemeinsam mit Connor Hellebuyck) und Shutouts (8; gemeinsam mit Pekka Rinne) an und war daher neben Hellebuyck und Rinne ein Finalist für die Vezina Trophy, die allerdings Rinne gewann. Darüber hinaus stellte er mit den 44 Siegen einen neuen Franchise-Rekord in Tampa auf. Am Ende der Spielzeit 2018/19 ehrte man ihn schließlich mit der Vezina Trophy als bester Torwart der Liga sowie mit der Aufnahme ins NHL First All-Star Team. Anschließend unterzeichnete er Ende Juli 2019 einen neuen Achtjahresvertrag bei den Lightning, der ihm mit Beginn der Saison 2020/21 ein durchschnittliches Jahresgehalt von 9,5 Millionen US-Dollar einbringen soll. Zum Zeitpunkt der Unterzeichnung würde ihn dies nach Carey Price und Sergei Bobrowski zum Torhüter mit dem dritthöchsten Gehalt der gesamten NHL machen. In den folgenden Playoffs 2020 gewann Wassilewski mit den Lightning den Stanley Cup und wurde dabei zum zweiten russischen Torwart, der diesen Erfolg feiern konnte. Zuvor war dies nur Nikolai Chabibulin gelungen, ebenfalls mit Tampa (2004). Im Folgejahr verteidigte Tampa den Stanley Cup, wobei Wassilewski mit einer Fangquote von 93,7 % und fünf Shutouts derart überzeugte, dass er mit der Conn Smythe Trophy als wertvollster Spieler der Playoffs geehrt wurde. Darüber hinaus berücksichtigte man ihn erneut im NHL First All-Star Team. Der dritte Titel in Folge wurde im Endspiel der Playoffs 2022 durch eine 2:4-Niederlage gegen Colorado knapp verpasst.
Im November 2024 erreichte Wassilewski den Meilenstein von 300 Siegen in der NHL, was ihm in seiner 490. Partie gelang und somit schneller als jeder andere Torhüter der Ligageschichte. Er übertraf dabei Jacques Plante.

### International

Andrei Wassilewski mit dem Orden der Ehre (2014)

Andrei Wassilewski vertrat sein Heimatland im Juniorenbereich bei insgesamt fünf Weltmeisterschaften, der U18-Junioren-Weltmeisterschaft 2010, 2011 und 2012 sowie den U20-Junioren-Weltmeisterschaft 2012, 2013 und 2014. Dabei gewann er eine Silber- und drei Bronzemedaillen. Bei der U18-Junioren-Weltmeisterschaft 2011 spielte er zusammen mit seinem Bruder Alexei für Russland.
Während der Saison 2013/14 debütierte er für die Sbornaja und wurde für die Herren-Weltmeisterschaft 2014 nominiert, bei der er zwei Einsätze mit hervorragenden statistischen Werten absolvierte und den Weltmeistertitel gewann. In Anerkennung des Weltmeistertitels erhielt die Sbornaja im Anschluss den Orden der Ehre.
Zudem war er für den World Cup of Hockey 2016 nominiert, kam jedoch zu keinem Einsatz. Bei der Weltmeisterschaft 2017 gewann er mit der Mannschaft die Bronzemedaille und wurde als bester Torhüter ausgezeichnet sowie ins All-Star Team des Turniers gewählt.

## Erfolge und Auszeichnungen
| - 2013 KHL-Rookie des Monats September - 2013 KHL-Rookie des Monats November - 2014 KHL-Rookie des Monats März - 2014 KHL-Rookie des Monats April - 2014 Pris Alexei Tscherepanow (Bester Rookie der KHL) - 2014 Orden der Ehre - 2018 Teilnahme am NHL All-Star Game - 2019 Teilnahme am NHL All-Star Game - 2019 Vezina Trophy | - 2019 NHL First All-Star Team - 2020 Teilnahme am NHL All-Star Game - 2020 Stanley-Cup-Gewinn mit den Tampa Bay Lightning - 2021 NHL First All-Star Team - 2021 Stanley-Cup-Gewinn mit den Tampa Bay Lightning - 2021 Conn Smythe Trophy - 2022 Teilnahme am NHL All-Star Game - 2023 Teilnahme am NHL All-Star Game - 2025 NHL Second All-Star Team |

### International
| - 2011 Bronzemedaille bei der U18-Junioren-Weltmeisterschaft - 2011 Beste Fangquote der U18-Junioren-Weltmeisterschaft - 2011 Bronzemedaille beim Ivan Hlinka Memorial Tournament - 2012 Silbermedaille bei der U20-Junioren-Weltmeisterschaft - 2013 Bronzemedaille bei der U20-Junioren-Weltmeisterschaft - 2014 Bronzemedaille bei der U20-Junioren-Weltmeisterschaft - 2014 Goldmedaille bei der Weltmeisterschaft | - 2017 Bronzemedaille bei der Weltmeisterschaft - 2017 Bester Torhüter der Weltmeisterschaft - 2017 All-Star-Team der Weltmeisterschaft - 2019 Bronzemedaille bei der Weltmeisterschaft - 2019 Bester Torhüter der Weltmeisterschaft - 2019 All-Star-Team der Weltmeisterschaft |

## Karrierestatistik
Stand: Ende der Saison 2024/25

### International
Vertrat Russland bei:
| - U18-Junioren-Weltmeisterschaft 2010 - U18-Junioren-Weltmeisterschaft 2011 - Ivan Hlinka Memorial Tournament 2011 - U20-Junioren-Weltmeisterschaft 2012 - U18-Junioren-Weltmeisterschaft 2012 | - U20-Junioren-Weltmeisterschaft 2013 - U20-Junioren-Weltmeisterschaft 2014 - Weltmeisterschaft 2014 - Weltmeisterschaft 2017 - Weltmeisterschaft 2019 |

(Legende zur Torhüterstatistik: GP oder Sp = Spiele insgesamt; W oder S = Siege; L oder N = Niederlagen; T oder U oder OT = Unentschieden oder Overtime- bzw. Shootout-Niederlage; Min. = Minuten; SOG oder SaT = Schüsse aufs Tor; GA oder GT = Gegentore; SO = Shutouts; GAA oder GTS = Gegentorschnitt; Sv% oder SVS% = Fangquote; EN = Empty Net Goal; 1 Play-downs/Relegation; Kursiv: Statistik nicht vollständig)

## Familie
Sein Vater Andrei war ebenfalls Eishockeytorwart, sein Bruder Alexei ist als Verteidiger aktiv.